# Radiojazzgruppen
Radiojazzgruppen är en svensk jazzgrupp som leddes av Arne Domnérus (1967–1978) och Lennart Åberg (tidigt 1980-tal). Många framstående svenska jazzmusiker har varit medlemmar under kortare och längre perioder, bland andra Ulf Adåker, Jan Allan, Ulf Andersson, Bosse Broberg, Rolf Ericson, Rune Gustafsson, Bengt Hallberg, Egil Johansen, Jan Johansson, Erik Norström, Weine Renliden, Georg Riedel, Claes Rosendahl, Erik Nilsson, Bertil Lövgren och Eje Thelin
Under 1970- och 1980-talen arbetade gruppen med gästande jazzmusiker/kompositörer som Carla Bley, Anthony Braxton, Don Cherry, Gil Evans, Thad Jones och George Russell.

## Diskografi

### CD
- 1968 – Den korta fristen. Jan Johansson och Radiojazzgruppen (Återutgiven på cd 1991, Megafon MFCD-101)
- 2001 – Paradise Open. Magnus Lindgren och Radiojazzgruppen (Caprice CAP 21646)
- 2008 – Wolfgang on My Mind. Georg Riedel och Radiojazzgruppen (Phono Suecia PSCD 176)